# Seznam katedrál v Chorvatsku
Toto je seznam katedrál v Chorvatsku. Jsou v něm uvedeny všechny katedrály, včetně zaniklých, církví římskokatolické (včetně konkatedrál), řeckokatolické a pravoslavné, spadající pod správu Srbské pravoslavné církve.  

## Katolická církev

### Římskokatolické katedrály
| Název                                                      | název chorvatsky                                                  | arcidiecéze/ diecéze           | místo     | zasvěcení                                         | obrázek |
| ---------------------------------------------------------- | ----------------------------------------------------------------- | ------------------------------ | --------- | ------------------------------------------------- | ------- |
| Katedrála svaté Terezie z Ávily                            | Katedrala sv. Terezije Avilske                                    | diecéze bělovarsko-križevecká  | Bělovar   | Terezie od Ježíše                                 |         |
| Katedrála sv. Petra                                        | Katedrala sv. Petra                                               | arcidiecéze đakovsko-osijecká  | Đakovo    | apoštol Petr                                      |         |
| Katedrála Nanebevzetí Panny Marie                          | Katedrale Uznesenja Marijina                                      | diecéze dubrovnicko-dalmatská  | Dubrovník | Nanebevzetí Panny Marie                           |         |
| Katedrála Navštívení Panny Marie                           | Katedrala Uznesenja Blažene Djevice Marije                        | diecéze gospićsko-senjská      | Gospić    | Navštívení Panny Marie                            |         |
| Katedrála sv. Štěpána                                      | Katedrala sv. Stjepana                                            | diecéze hvarsko-bračsko-visská | Hvar      | sv. Štěpán                                        |         |
| Katedrála Nanebevzetí Panny Marie                          | Katedrala Uznesenja Blažene Djevice Marije                        | diecéze krkská                 | Krk       | Nanebevzetí Panny Marie                           |         |
| Katedrála Nanebevzetí Panny Marie (bazilika sv. Eufrazia)  | Katedrala Uznesenja Blažene Djevice Marije (Eufrazijeva bazilika) | diecéze porečsko-pulská        | Poreč     | Nanebevzetí Panny Marie                           |         |
| Katedrála svaté Terezie z Ávily                            | Katedrala sv. Terezije Avilske                                    | diecéze požežská               | Požega    | Terezie od Ježíše                                 |         |
| Katedrála sv. Víta                                         | Katedrala sv. Vida                                                | arcidiecéze rijecká            | Rijeka    | sv. Vít                                           |         |
| Katedrála sv. Jakuba                                       | Katedrala sv. Jakova                                              | diecéze šibenická              | Šibenik   | sv. Jakub                                         |         |
| Katedrála Povýšení sv. Kříže                               | Katedrala Uzvišenja sv. Križa                                     | diecéze sisacká                | Sisak     | Povýšení sv. Kříže                                |         |
| Katedrála sv. Domnia                                       | Katedrala sv. Dujma                                               | arcidiecéze splitsko-makarská  | Split     | sv. Domnius                                       |         |
| Katedrála Nanebevzetí Panny Marie                          | Katedrala Uznesenja Blažene Djevice Marije na nebo                | diecéze varaždínská            | Varaždín  | Nanebevzetí Panny Marie                           |         |
| Katedrála sv. Anastázie                                    | Katedrala sv. Stošije (Anastazije)                                | arcidiecéze zadarská           | Zadar     | sv. Anastázie                                     |         |
| Katedrála Nanebevzetí Panny Marie, sv. Štěpána a Ladislava | Katedrala Marijina Uznesenja i sv. Stjepana i Ladislava           | arcidiecéze záhřebská          | Záhřeb    | Nanebevzetí Panny Marie, sv. Štěpán, sv. Ladislav |         |

### Římskokatolické konkatedrály
| Katedrála                            | název chorvatsky                              | Arcidiecéze/ diecéze          | místo    | zasvěcení               | obrázek |
| ------------------------------------ | --------------------------------------------- | ----------------------------- | -------- | ----------------------- | ------- |
| Konkatedrála sv. Kříže               | Konkatedrala sv. Križa                        | diecéze bělovarsko-križevecká | Križevci | sv. Kříž                |         |
| Konkatedrála sv. Petra a Pavla       | Konkatedrala sv. Petra a Pavla                | arcidiecéze đakovsko-osijecká | Osijek   | apoštolové Petr a Pavel |         |
| Konkatedrála Nanebevzetí Panny Marie | Konkatedrala Uznesenja Blažene Djevice Marije | diecéze gospićsko-senjská     | Senj     | Nanebevzetí Panny Marie |         |
| Konkatedrála Nanebevzetí Panny Marie | Katedrala Uznesenja Blažene Djevice Marije    | diecéze porečsko-pulská       | Pula     | Nanebevzetí Panny Marie |         |
| Konkatedrála sv. Petra apoštola      | Konkatedrala sv. Petra Apoštola               | arcidiecéze splitsko-makarská | Split    | apoštol Petr            |         |

### Bývalé římskokatolické katedrály
| Katedrála                               | název chorvatsky                                   | arcidiecéze / diecéze                                                     | místo    | zasvěcení                | obrázek |
| --------------------------------------- | -------------------------------------------------- | ------------------------------------------------------------------------- | -------- | ------------------------ | ------- |
| Katedrála sv. Marka                     | Katedrala sv. Marka                                | diecéze korčulská- zrušena (nyní součást diecéze dubrovnicko-dalmatské)   | Korčula  | sv. Marek                |         |
| Katedrála Nanebevzetí Panny Marie       | Katedrala Marijina Uznesenja                       | diecéze osorská - zrušena (nyní součást diecéze krkské)                   | Osor     | Nanebevzetí Panny Marie  |         |
| Katedrála Nanebevzetí Panny Marie       | Katedrala Uznesenja Blažene Djevice Marije         | diecéze rabská - zrušena (nyní součást diecéze krkské)                    | Rab      | Nanebevzetí Panny Marie  |         |
| Katedrála Navštívení Panny Marie        | Katedrala Navijestenja Blažene Djevice Marije      | diecéze pićanská- zrušena (nyní součást diecéze porečsko-pulské)          | Pićan    | Navštívení Panny Marie   |         |
| Katedrála sv. Pelagia a Maxima          | Crkva Sv. Pelagija a Sv. Maksima                   | diecéze novigradská- zrušena (nyní součást diecéze porečsko-pulské)       | Novigrad | sv. Pelagius a sv. Maxim |         |
| Kostel (katedrála) Narození Panny Marie | Crkav (katedrala) Porođenja Blažene Djevice Marije | diecéze skradinská - zrušena (nyní součást šibenické diecéze)             | Skradin  | Narození Panny Marie     |         |
| Katedrála sv. Marka                     | Katedrala sv. Marka                                | diecéze makarská - sloučená (v současnosti arcidiecéze splitsko-makarská) | Makarská | sv. Marek                |         |
| Katedrála sv. Vařince                   | Katedrala sv. Lovre                                | diecéze trogirská- zrušena (nyní součást arcidiecéze splitsko-makarské)   | Trogir   | sv. Vavřinec             |         |
| Katedrála sv. Kříže                     | Konkatedrala sv. Križa                             | diecéze ninská - zrušena (nyní součást arcidiecéze zadarská)              | Nin      | sv. Kříž                 |         |

### Řeckokatolické katedrály
| Katedrála                          | název chorvatsky                     | arcidiecéze/ diecéze | místo    | zasvěcení           | obrázek |
| ---------------------------------- | ------------------------------------ | -------------------- | -------- | ------------------- | ------- |
| Katedrála Nejsvětější Trojice      | Grkokatolička katedrala Sv. Trojstva | eparchie križevecká  | Križevci | Nejsv. Trojice      |         |
| Konkatedrála sv. Cyrila a Metoděje | Konkatedrala Sv. Ćirila i Metoda     | eparchie križevecká  | Záhřeb   | Sv. Cyril a Metoděj |         |

## Pravoslavná církev

### KatedrálySrbské pravoslavné církve
| Katedrála                         | metropolie / eparchie            | místo    | zasvěcení               | obrázek |
| --------------------------------- | -------------------------------- | -------- | ----------------------- | ------- |
| Katedrála Proměnění Páně          | metropolie záhřebská a lublaňská | Záhřeb   | Proměnění Páně          |         |
| Katedrála sv. Mikuláše            | eparchie hornokarlovacká         | Karlovac | sv. Mikuláš             |         |
| Katedrála Nanebevzetí Panny Marie | eparchie dalmatská               | Šibenik  | Nanebevzetí Panny Marie |         |
| Katedrála sv. Demetria            | eparchie osijecko-baranjská      | Dalj     | sv. Demetrius           |         |
| Katedrála Nejsvětější Trojice     | eparchie slavonská               | Pakrac   | nejsv. Trojice          |         |